# Schrankia karkara
Schrankia karkara là một loài bướm đêm trong họ Erebidae.